# Keresztes Tamás
Keresztes Tamás (Debrecen, 1978. március 24. –) Jászai Mari-díjas magyar színész, autodidakta zenész-zeneszerző. A Budapesti Katona József Színház tagja.

## Életút
Tízéves volt, amikor egy nyári színésztáborban megismerkedett Porcsin Lászlóval, aki a két hetes turnus végén meghívta a nagy hírű debreceni alkotó műhelybe, az Alföld Színpadra. Ezt követően Pinczés István beválogatta a Légy jó mindhalálig című musical gyermekszereplői közé. A darab bemutatója 1991. április 19-én volt a debreceni Csokonai Színházban. Ettől kezdve színpadközelben volt, úgy is, mint az Ady Endre Gimnázium drámatagozatos osztályának tanulója. Érettségi után – néhány társával együtt – ígéretet kapott a színház igazgatójától, hogy foglalkoztatja, ha nem sikerül a felvételije az egyetemre. Erre a hátországra szüksége is volt, mivel csak a negyedik próbálkozása járt sikerrel. Az egyetemen Hegedűs D. Géza osztályába járt. Mesterei voltak még, többek között: Ascher Tamás, Bálint András, Benedek Miklós, Bodó Viktor, Karsai György, Lukáts Andor, Méhes László, Mundruczó Kornél, Zsámbéki Gábor és Zsótér Sándor. „Tanulóként” Bodó Viktor osztott rá szerepet a Katona-Kamra Motel című produkciójában. A bemutató időpontja: 2003. október 17. volt. Később ugyanott a Csongor és Tündében is szerepet kapott. Diplomavédés után először csak szabadúszóként számított rá a Katona József Színház. Rövid időn belül azonban szerződést kapott, mivel foglalkoztatásának finanszírozása gazdaságosabb volt ebben a formában. Azóta is sokféle feladattal látja el a teátrum, klasszikus és modern produkciókban is.
Egyik meghatározó alkotója a Vajdai Vilmos által létrehozott TÁP Színháznak. Találkozhatunk nevével más alternatív társulatok színlapján is (Dumaszínház, A38-as hajó, Pince Színház stb.).
A Dzsesztetés című darabban kivételes zenei tehetségét is bizonyíthatta a nagyérdemű előtt. Zenét – öccséhez, Keresztes Gáborhoz hasonlóan – autodidakta módon tanult. Több hangszeren virtuóz módon játszik; zenét szerez, hangszerel, saját építésű stúdiójában felvételeket kever. Billentyűse és szerzője a SADANT nevű formációnak.
Méltatás
| „ | Az alkalmi zenekar lelke Keresztes Tamás. Zongorás magánszámát bármely jazzklub megvehetné aranyáron, a dobszólóját pedig – melyben bejárta a színpadot, és az álló hamutartótól kezdve földön és égen, zongorán és széken járt a dobverőkkel – cirkuszi attrakcióként lehetne eladni hasonló árfolyamon. És – észrevenni ezt is – vezényel közben, a többiek fél pillantása rajta, akár tangóharmonika van a kezében, akár gitár. Keresztes vérbeli muzsikus, de ne tévedjünk: a kitűnő színészt látjuk a színpadon. | ” |
|   | |   |

2016. július 22-én, a szegedi Thealter Fesztiválon mutatták be Gogol monodrámáját, az Egy őrült naplóját, amelyhez Axentyij Ivanovics Popriscsin alakjának megformálása mellett ő tervezte a díszletet is, valamint a rendhagyó produkció zenéjét is ő jegyezte, illetve improvizálta egy looper segítségével. Alkotótársai – többek között – Bodó Viktor rendező, Róbert Juli dramaturg és Kákonyi Árpád zenei konzultáns voltak.

## Magánélete
Jordán Adéllal 10 évig alkottak egy párt. Fiuk, Andor 2010. november 6-án született.

## Szerepeiből

### Színház
- Kocsák Tibor-Miklós Tibor: Légy jó mindhalálig (Szegedy)
- Bolondóra
- Madách Imre: Az ember tragédiája (Több szerep)
- Darvasi László:
  - Bolond Helga (Feuer)
  - Argentína (Franz Jung)
- Édes méreg (Dzsiró kadzsa)
- Az Ernyő, a ló meg a mester (Második férfi)
- Molnár Ferenc: Az üvegcipő (Szász Bandi)
- Dumas-Várady Szabolcs: A három testőr, avagy az élők mindig gyanúsak (D"Artagnan)
- Jarry: Übü király (Több szerep)
- Borbély Szilárd: [kamera.man] (Másik [figura])
- Dévényi Ádám: Fafejű (Címszerep)
- Bulgakov: Molière (Moirron /Tartuffe/)
- David Rogers-Várady Szabolcs: Tom Jones

- Topler Zoltán: Toepler, Platon, Garaczi (ja és a macskák) (Címszerep) *[6]
- Miller: Az ügynök halála (Charley; Ben:)
- Szomory Dezső: Györgyike, drága gyermek (Tersánszky László) **[7]
- Dosztojevszkij: Lakodalom (Stephen Bullock)
- Vinnai András-Bodó Viktor: Motel ***[8]
- Büchner: Pulcinella közlegény (Strázsamester) *
- Schimmelpfennig: Push up 1-3 (Heinrich)
- Filó Vera: Szobalánynak Londonban (Fiú; Kalapos fiú) *
- Vörösmarty Mihály: Csongor és Tünde (Tudós) ***
- Szorongás Orfeum
- Metro
- Centrál Színház
  - John Kander - Fred Ebb: Cabaret (Konferanszié)
- Szegedi Szabadtéri Játékok
  - Dés László - Nemes István - Böhm György - Korcsmáros György - Horváth Péter: Valahol Európában (Ficsúr)
  - Jacobi Viktor: Leányvásár (Fritz Rottenberg)

- Shakespeare:
  - Hamlet, dán királyfi (Laertes)
  - Szentivánéji álom
- Peer Krisztián: Old Death (avagy én se téged) (Marci; Ádám)
- A csillagász álma[9]
- Tarantino: Tomik pizzicato[10]
- TÁP Színház
  - Minden rossz kabaré
  - Bona
  - Clübb bizárr örfeüm
  - Rossz-lesz varieté
  - Sírás lesz a vége
  - TÁP Varieté
  - Keresők
  - Színészverseny
  - TÁP TRAVI VARI
  - Peer Krisztián-Vajdai Vilmos-Veress Anna: Teliholdkor az emberek olyan bolondosok
  - Odüsszeisz
  - Vinnai András: Roló
  - Kurátorok

Továbbá
- Békeffi István - Szenes Iván - Fényes Szabolcs: Szerencsés flótás (Ideges vendég, professzor) - Városmajori Szabadtéri Színpad
- Nagy András: A Tanner - Petőfi Irodalmi Múzeum
- Peter Shaffer: Amadeus (Mozart) - Orlay produkció

- Brecht: Puntila úr és szolgája, Matti (A nyamvadt)
- Weöres Sándor: Remek hang a futkosásban
- Tóth Krisztina: Bikinivonal
- Congreve: Így él a világ (Több szerep)
- Vinnai András-Bodó Viktor: Ledarálnakeltűntem
- Shakespeare:
  - Troilus és Cressida (Troilus)
  - Macbeth (Donalbain)
  - Ahogy tetszik
- Papp András-Térey János: Kazamaták
- Molière rögtönzések: A nagy Sganarelle és tsa.
- Fodor Géza-Lengyel György-Zsámbéki GáborAz emberek veszedelmes közelségében (Notóriusok I.)
- Bán Zoltán-Máté Gábor: A rendőrfőnök jó fiú' (Notóriusok II.)
- Kerényi Ferenc-Bezerédi Zoltán: 'Halljátok végszavam: ártatlan vagyok!' (Notóriusok V.)
- 'rombolni nem színházat építeni szívesen' (Notóriusok VI.)
- Mi ez a hang? (Dzsesztetés)
- Bozsik Yvette:
  - Playground (Játszótér)
  - Lány, kertben (Szerető)
  - Turandot Közfürdő
- Csehov: Ivanov (Vendég)
- Spiró György: Koccanás (Több szerep)
- Bond: Ki jön a házamba? (Grit)
- Koltés: A néger és a kutyák harca (Cal)
- Hamsun: Éhség
- Andrejev: Kutyakeringő (Karl Tiele)
- Pedro Calderón de la Barca: Az élet álom (Segismundo)
- Tersánszky Józsi Jenő-Grecsó Krisztián: Cigányok (Dani)
- Georg Büchner - Robert Wilson - Tom Waits - Kathleen Brennan: Woyzeck (Címszerep)
- Parti Nagy Lajos: Pinokkió (Címszerep)
- Ibsen: A vadkacsa (Gregers Werle)
- Ödön von Horváth: 
  - Mit csinál a kongresszus? (Ferdinand)
  - A végítélet napja (Állomásfőnök)
- Németh Gábor: Ahol a farkas is jó
- Goethe: Faust (Több szerep)
- Illaberek
- Joël Pommerat: A két Korea újra egyesítése
- Beckett: Godot-ra várva (Lucky)
- Brecht: A kurázsi mama és gyermekei (Több szerep)
- Viripajev: Részegek (Gabriel)
- Gotthold Ephraim Lessing: Emilia Galotti (Hettore Gonzanga)

### Mozgókép
| - Szabadság, szerelem (2006) - Rokonok (2006) - Nejem, nőm, csajom (2012) - Aglaja (2012) - Isteni műszak (2013) - Mancs (2014) - Kincsem (2017) - A Viszkis (2017) - Lajkó – Cigány az űrben (2018) - Műanyag égbolt (2023) - Magasmentés (2023) - Ma este gyilkolunk (2024) | - Vadkacsa (2008) - Koccanás (2009) - Messze Európában (2009) - Éji séták és éji alakok (2010) - Nyár utca, nem megy tovább (2011) - Chili vagy Mango (2013) - Kossuthkifli (2015) - Tóth János (2018) - Keresztanyu (2021–2022) - Marsra magyar! (2023–2024) - Hunyadi (2025) |

### Rádió
- Lanczkor Gábor: A malária (2012)

## Színházi zenei munkák
- Szentivánéji álom (Társszerző, Keresztes Gáborral)
- Vadászgörény
- Szép magyar komédia
- Reviczky
- A nagy Sganarelle és Tsa (Don Juan)
- Motel (Társszerző, Kunert Péterrel)
- Lány kertben (Társszerző, Jean-Philippe Heritier-rel )
- Mennyekbe vágtató prolibusz
- Egy őrült naplója

## Díjai, elismerései
- Színikritikusok Díja 2005 (2005 – a legígéretesebb pályakezdő)
- POSZT, a Pesti Műsor Díja (2005 – a legjobb 30 év alatti színész)
- PUKK-díj (2005)
- Máthé Erzsi-díj (2005)
- Junior Prima díj (2008)
- Jászai Mari-díj (2012)
- Az év színházművésze (2017)[11]
- Színikritikusok díja: A legjobb férfi főszereplő (2017)
- Venczel Vera-emlékdíj (2024)[12]

## Hang és kép
- Életjáték
- Felnőttfilm